# Meioneta canariensis
Meioneta canariensis är en spindelart som först beskrevs av Jörg Wunderlich 1987.  Meioneta canariensis ingår i släktet Meioneta och familjen täckvävarspindlar.
Artens utbredningsområde är Kanarieöarna. Inga underarter finns listade i Catalogue of Life.